# Dumbarton Football Club
El Dumbarton Football Club es un club de fútbol de Escocia, con sede en Dumbarton. Fue fundado el 23 de diciembre de 1872 y compite en la Scottish League Two, la cuarta categoría del fútbol escocés.

## Historia
Fue fundado en el año 1872 en la ciudad de Dumbarton y es uno de los equipos más viejos de Escocia, solo por detrás del Queen's Park F.C. (1867), Kilmarnock F.C. (1869), Stranraer F.C. (1870) y Rangers F.C. (1872).
Fue uno de los equipos más laureados en el siglo XIX, ganando la Scottish Football League en las primeras dos ediciones.

## Estadio
El club juega sus partidos de local en el Dumbarton Football Stadium desde el año 2000 y cuenta con una capacidad para más de 2000 espectadores, el cual está cubierto por la Dumbarton Rock y a los lados de River Laven, haciéndolo uno de los estadios más pintorescos del Reino Unido.

## Palmarés

### Títulos nacionales
- Liga de Escocia (2): 1890-91, 1891-92
- Copa de Escocia (1): 1882-83
- Segunda División de Escocia (2): 1910-11, 1971-72
- Tercera División de Escocia (1): 1991-92
- Cuarta División de Escocia (1): 2008-09